# Krupina
Krupina é uma cidade da Eslováquia, situada no distrito de Krupina, na região de Banská Bystrica. Tem 88,67 km² de área e sua população em 2018 foi estimada em 7.893 habitantes.
A primeira referência escrita da cidade data de 1135.

## Demografia
| Ano:        | 1994 | 2004   | 2014   | 2024   |
| ----------- | ---- | ------ | ------ | ------ |
| Broj ljudi: | 8060 | 7857   | 8010   | 7524   |
| Razlika:    |      | -2,51% | +1,94% | -6,06% |

| Ano:               | 2023 | 2024   |
| ------------------ | ---- | ------ |
| Número de pessoas: | 7510 | 7524   |
| Diferença:         |      | +0,18% |